# フランスの政党
フランスの政党（フランスのせいとう）は、フランスの政党について説明する。

## 概説
フランスにおいて、議会外に組織を有する政党が結成されたのは20世紀に入ってからで、それまでは議会内で結成された議員グループに留まっており、離合集散が頻繁だった。まず1901年に中道政党として共和党、急進党、急進社会主義党が結成され、1905年には左派政党としてSFIO（労働者インターナショナルフランス支部、通称「社会党」）が結成された。また1920年にはSFIOから離党した勢力がフランス共産党（PCF）を結成した。
政党規律が弱く離合集散が頻繁だったことも影響して、第四共和政までのフランスは小党分立状態が続き、そのため内閣は頻繁な交代を余儀なくされ、政治的不安定の一因となっていた。
第五共和政における国会議員選挙と大統領選挙に二回投票制が導入された結果、政党再編と左派と右派の2つの政党ブロックへの統合が進んだ。左派はSFIOの後継政党として1969年に結成された社会党（PS）と共産党、右派はド・ゴール主義者の政党である共和国連合（RPR）とジスカール・デスタン支持派が結集した政党連合であるフランス民主連合（UDF）がそれぞれブロック内における二大政党となりフランスにおける政党制は二大ブロック四大政党制となった。
しかし1980年代以降、左派ブロックでは社会党が優位を占め共産党が没落、右派ブロックでは共和国連合とフランス民主連合が2002年大統領選挙を前に統合を果たし、大統領多数派連合を経て同年11月に国民運動連合（UMP）となった。この結果、それまでの二大ブロック四大政党制は左派の社会党と右派の国民運動連合による二大政党制の様相が強くなった。
2016年にエマニュエール・マクロンが結党した共和国前進は、資本家と不労所得者を支持基盤とし、中道左派と中道右派の支持を集め、社会党と共和党の二大政党を瓦解させる形でフランスの第一党にまで上り詰めた。
EU離脱を掲げる政党として人民共和連合（UPR）と愛国者（Les Patriotes）がある。

## 主な政党
| 党員数  | 党名                         | 党名               | 政治スペクトル                | 備考                           |
| 党員数  | 正式名称                     | 日本語名           | 政治スペクトル                | 備考                           |
| ------- | ---------------------------- | ------------------ | ----------------------------- | ------------------------------ |
| 40万    | La France Insoumise          | 不服従のフランス   | 極左 アルテルモンディアリスム | 党費納入の義務がない。         |
| 12万5千 | Reconquête!                  | 再征服             | 極右 反グローバリズム         |                                |
| 8万3千  | Rassemblement National       | 国民連合           | 極右 反グローバリズム         |                                |
| 4万8500 | Les Républicains             | 共和党             | 右派 グローバリズム           | 2015年に国民運動連合より改名。 |
| 4万3888 | Parti Communiste Français    | フランス共産党     | 極左 グローバリズム           |                                |
| 3万6千  | Les Patriotes                | 愛国者             | EU離脱 反グローバリズム       |                                |
| 3万4千  | Union Populaire Républicaine | 人民共和連合       | EU離脱 反グローバリズム       |                                |
| 2万7千  | Renaissance                  | 再生               | 中道 グローバリズム           | 党費納入の義務がない。         |
| 2万2千  | Parti Socialiste             | 社会党             | 左派 グローバリズム           |                                |
| 1万5632 | Debout La France             | 立ち上がれフランス | 右派 反グローバリズム         |                                |